# Gerard Hylkema
Gerardus Antonius Frederikes Hylkema, meglio conosciuto come Gerard Hylkema o in America come Gerald Hylkema (Groninga, 14 febbraio 1946 – Acapulco, 26 marzo 2002) è stato un hockeista su prato e calciatore olandese.

## Caratteristiche tecniche
Nonostante l'altezza era molto veloce, in grado di correre i 100 metri in 10,9 secondi.

## Carriera

### Hockey su prato
Ha giocato nel HMC. 
Ha debuttato con la nazionale olandese nel 1965, giocando in totale tredici incontri. Nel 1968 ha partecipato con gli Orange alla XIX Olimpiade, tenutasi a Città del Messico, ottenendo il quinto posto finale. Dopo l'avventura olimpica decide di abbandonare l'hockey su prato per il calcio.

### Calcio
Durante il suo soggiorno con la nazionale di hockey su prato incontra il vice-presidente dell'América, spacciandosi per calciatore. Gli venne proposto un periodo di prova con il club in cui si fa notare per le sue doti atletiche.
Tornato in patria trova ingaggio nel DWS e poi nel GVAV, diventando professionista. L'ingaggio di Hylkema suscitò l'interesse dei media olandesi per il suo passato di hockeista su prato.
Dal 1971 al 1973 è in forza al Groningen, successore de GVAV, con cui scende in campo in quindici occasioni nella massima serie nederlandese ed una nella coppa nazionale. 
Con il club di Groninga ottiene come miglior piazzamento il dodicesimo posto nell'Eredivisie 1971-1972.
Restato svincolato nel marzo 1973 dal club di Groninga , si trasferisce in Messico per giocare nell'Atlante, club militante nel massimo campionato.
Nella stagione 1975 viene ingaggiato dalla neonata franchigia NASL dei S.A. Thunder. Con i texani non riuscì a superare la fase a gironi del torneo.
La stagione seguente passa nell'American Soccer League per giocare negli Oakland Buccaneers, con cui non riesce accedere ai play-off per il titolo.
Nel campionato 1977 passa ai Sacramento Spirits, con cui raggiunge la finale del torneo ASL, persa contro i N.J. Americans. La stagione seguente invece il percorso della squadra di Sacramento si ferma ai gironi.
Nel campionato 1980 è in forza ai Golden Gates Gales, sempre nella ASL, con cui non supera la fase a gironi.
Lasciato il calcio giocato è diventato allenatore.